# Turner Joy
Die USS Turner Joy (DD-951) war ein Zerstörer der Forrest-Sherman-Klasse der United States Navy und das letzte Schiff ihrer Klasse. Sie ist benannt nach Admiral Charles Turner Joy.

## Geschichte

### Bau und Indienststellung
Geordert am 27. Januar 1956, wurde die Turner Joy am 30. September 1957 bei der Puget Sound Bridge and Dredging Company auf Kiel gelegt. Getauft von der Witwe des Admirals, lief der Zerstörer am 5. Mai 1958 vom Stapel und wurde am 3. August 1959 bei der US Navy in Dienst gestellt.

### Dienstzeit
Der Pazifikflotte in Long Beach zugeteilt, operierte das Schiff als Flaggschiff des 13. Zerstörergeschwaders sowie in der Trägerkampfgruppe der Hornet. 1960 unternahm die Turner Joy ihre erste Reise in den Westpazifik vor die Küste Taiwans und nach Japan. Nach ihrer Rückkehr in die Staaten operierte sie wieder vor der kalifornischen Küste, unternahm 1962 dann eine weitere Pazifikfahrt und nahm an ausgedehnten Übungen mit der Hornet und der Bon Homme Richard vor der Küste Hawaiis teil. Nach einem Besuch in Yokosuka im Dezember 1963 bereitete sich das Schiff vor der amerikanischen Küste auf den dritten Aufenthalt im Westpazifik vor. Am 13. März 1964 verließ die Turner Joy ihren Heimathafen und operierte mit der Kitty Hawk im philippinischen Meer. Während einer Patrouille vor der vietnamesischen Küste (Tonkin-Zwischenfall) im Juli 1964 erhielt die Turner Joy einen Notruf des Zerstörers Maddox, der von nordvietnamesischen Torpedobooten angegriffen wurde und eilte ihm zu Hilfe. 48 Stunden später, die beiden Schiffe operierten nun zusammen, ortete die Turner Joy mehrere Radarechos, die sich schnell näherten. Die Schiffe riefen den Flugzeugträger Ticonderoga um Unterstützung, da sie angeblich mit Torpedos angegriffen wurden. Dieses Ereignis wurde als Tonkin-Zwischenfall bekannt, das den Eintritt der USA in den Vietnamkrieg nach sich zog. Während des Krieges operierte der Zerstörer zumeist vor der vietnamesischen Küste, war in den Kampfgruppen verschiedener Flugzeugträger eingesetzt und unterstützte Landoperationen durch Artilleriebeschuss. Die Turner Joy unternahm aber auch mehrere große Fahrten, so unter anderem nach Brisbane und Okinawa. Nach dem Ende des Krieges wurde sie 1974/75 generalüberholt, fuhr dann mit mehreren Trägern in den Indischen Ozean und besuchte unter anderem Bandar Abbas im Iran. Bis zur Außerdienststellung am 22. November 1982 operierte der Zerstörer dann weiterhin im Pazifik.

### Verbleib
Nachdem die Turner Joy 1990 aus den Schiffsregistern der Navy gestrichen wurde, erwarb die Bremerton Historic Ships Association den Zerstörer und machte ihn in Bremerton als Museumsschiff (47° 33′ 50,4″ N, 122° 37′ 19,2″ W) der Öffentlichkeit zugänglich.